# پیچاق تپه
پیچاق تپه مربوط به سده‌های اولیه دوران‌های تاریخی پس از اسلام است و در استان قزوین، شهرستان قزوین، بخش مرکزی شهرستان قزوین، روستای مهدی‌آباد بزرگ واقع شده و این اثر در تاریخ ۲۸ دی ۱۳۷۹ با شمارهٔ ثبت ۲۹۷۱ به‌عنوان یکی از آثار ملی ایران به ثبت رسیده است.